# LOK

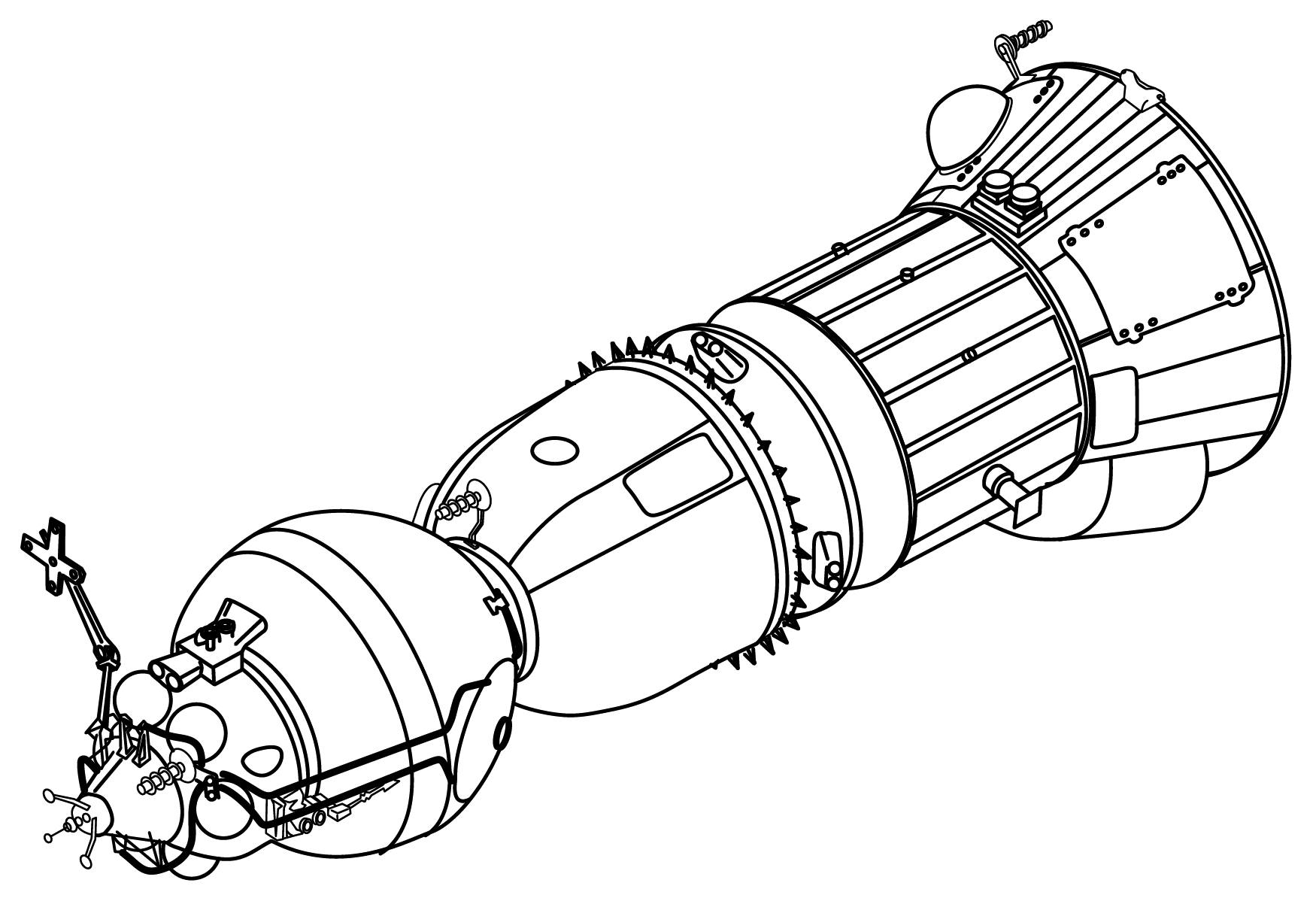
El módulo orbital LOK propiamente dicho.

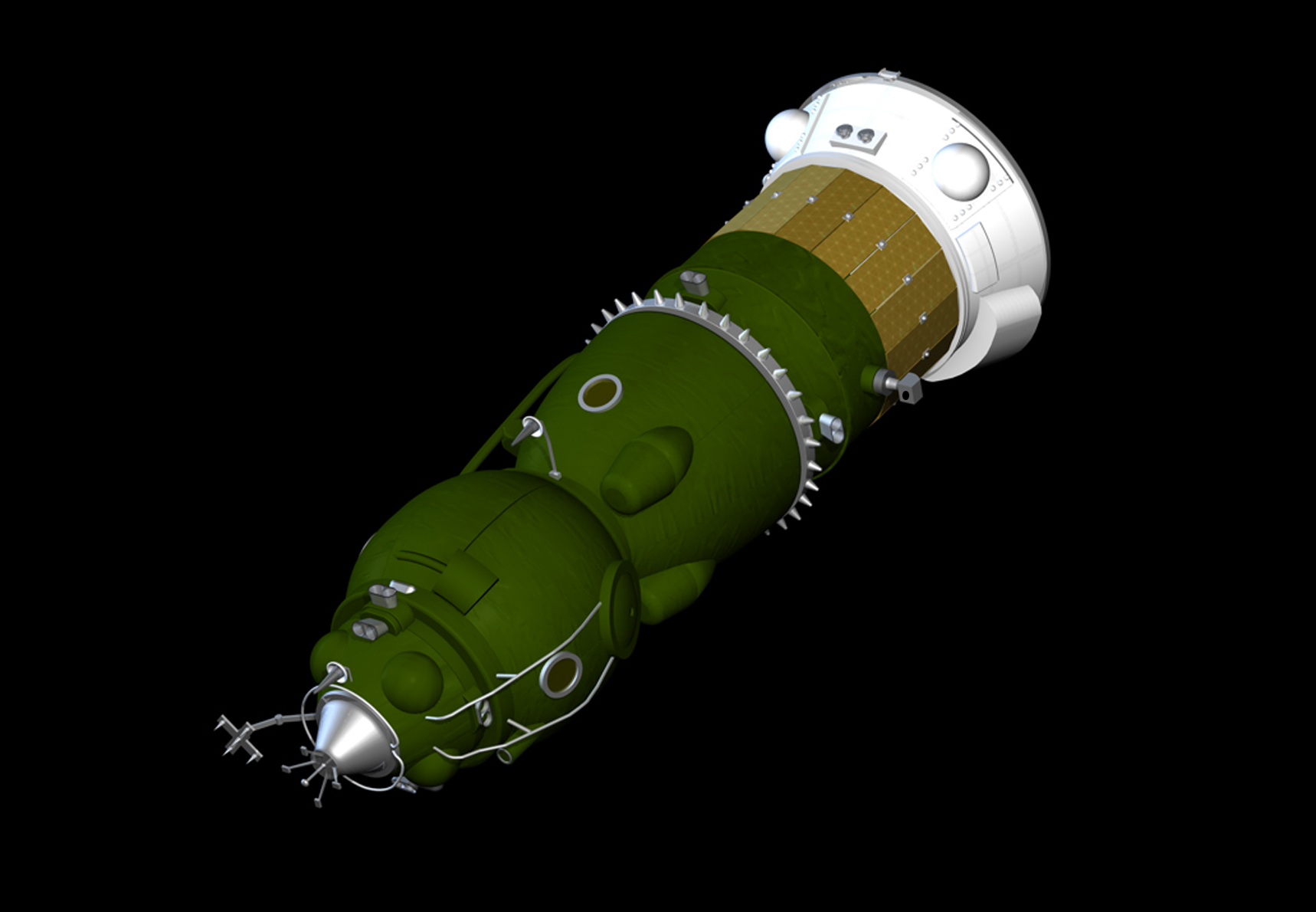
Representación del LOK

LOK (Lunova Orbitalny Korably, también llamada Soyuz 7K-LOK o Soyuz 7K-L3) fue un proyecto de nave espacial lunar orbital soviética, similar a la nave Apolo estadounidense que permanecería en órbita alrededor de la Luna, mientras se efectuaba el alunizaje del módulo LK, hasta el regreso definitivo a la Tierra. La nave fue elegida para integrar el complejo L3 frente a otros diseños anteriores de la nave Soyuz propuestos para el mismo fin, como la Soyuz 7K-L1.

## Características
Esta nave poseía tres módulos diferenciados: un módulo de propulsión, encargado de las maniobras de retorno (similar al módulo de servicio estadounidense), una cápsula de descenso a Tierra (similar al módulo de mando estadounidense) en la cual dos cosmonautas pasarían la mayor parte del tiempo, y un módulo de servicio esférico situado en la parte superior de la nave. 
El diseño externo de la Soyuz 7K-LOK era una versión ampliada del célebre módulo Soyuz aún en uso. Al parecer, a diferencia de los módulos Soyuz, el LOK no usaría los paneles fotovoltaicos desplegables (al estilo "alas") sino que produciría por sistemas electrógenos a reacciones químicas su propia electricidad. Del mismo modo que el módulo Soyuz, el LOK estaría dividido en tres secciones: el módulo impulsor (con cohetes más potentes que en la Soyuz, este módulo tendría más longitud que el de la Soyuz), en el medio la sección troncocónica de comando (la única parte que regresaría con los tres tripulantes a la Tierra) y una sección esférica "orbital" o de servicio que comunicaría por una esclusa con el módulo de alunizaje (es decir con el módulo LK).
Para poner el órbita lunar esta nave, se diseñó como propulsor el cohete N-1, el cual debido a las continuas reformas, al fracaso de sus lanzamientos, el desvío de fondos destinado a mejorar los sistemas de defensa en su crisis fronteriza con China y finalmente al éxito estadounidense con su programa Apolo, hicieron que el proyecto de alunizaje tripulado languideciera hasta ser olvidado definitivamente, siendo sustituido por estaciones orbitales permanentes Salyut.